# Vicariato apostolico delle Isole di Saint-Pierre e Miquelon
Il vicariato apostolico delle Isole di Saint-Pierre e Miquelon (in latino Vicariatus Apostolicus Insularum Sancti Petri et Miquelonensis) è stato una sede della Chiesa cattolica in Francia immediatamente soggetta alla Santa Sede. Nel 2017 contava 5.550 battezzati su 6.200 abitanti.

## Territorio
La diocesi comprendeva le isole di Saint-Pierre e Miquelon, possedimento francese al largo della costa canadese.
Sede del vicariato era la città di Saint-Pierre, dove fungeva da cattedrale la chiesa di San Pietro.
Il territorio era suddiviso in 2 parrocchie: San Pietro e Notre Dame des Ardilliers.

## Storia
La prefettura apostolica delle Isole di Saint-Pierre e Miquelon fu eretta nel 1763, ricavandone il territorio dalla diocesi di Québec (oggi arcidiocesi).
Il 16 novembre 1970 la prefettura apostolica fu elevata a vicariato apostolico con la bolla Catholicae Ecclesiae di papa Paolo VI.
Con il decreto La situation ecclésiale della Congregazione per l'evangelizzazione dei popoli del 1º marzo 2018, entrato in vigore il 10 marzo seguente, il vicariato apostolico è stato soppresso e accorpato alla diocesi di La Rochelle.

## Cronotassi degli ordinari
- Girard, C.S.Sp. † (22 gennaio 1766 - 1767)
- Julien-François Becquet, C.S.Sp. † (28 aprile 1767 - 1775 dimesso)
- Jean de Longueville † (1788 - 1793 dimesso)
- James Louis O'Donel, O.F.M.Obs. † (22 gennaio 1796 - 1º gennaio 1807 dimesso)
- Olivier † (1816 - 7 settembre 1842 dimesso)
- Amator Charlot, C.S.Sp. † (1842 - 1853)
- Jean-Marie Le Helloco, C.S.Sp. † (22 giugno 1853 - 1866 dimesso)
- Letournoux † (13 dicembre 1866 - 1892 dimesso)
- Tibéri † (1892 - 1899)
- Christophe-Louis Légasse † (14 novembre 1899 - 6 dicembre 1915 nominato vescovo di Orano)
- Giuseppe Oster, C.S.Sp. † (1916 - 1922 deceduto)
- Charles Joseph Heitz, C.S.Sp. † (9 novembre 1922 - 1933 dimesso)
- Alfonso Poisson, C.S.Sp. † (1933 - 1945 deceduto)
- Raimondo Enrico Martín, C.S.Sp. † (23 novembre 1945 - 1966)
- François Joseph Maurer, C.S.Sp. † (17 maggio 1966 - 17 febbraio 2000 ritirato)
- Lucien Prosper Ernest Fischer, C.S.Sp. (17 febbraio 2000 - 19 giugno 2009 ritirato)
- Pierre-Marie François Auguste Gaschy, C.S.Sp. (19 giugno 2009 - 1º marzo 2018 ritirato)

## Statistiche
La diocesi nel 2017 su una popolazione di 6.200 persone contava 5.550 battezzati, corrispondenti all'89,5% del totale.
| anno | popolazione | popolazione | popolazione | presbiteri | presbiteri | presbiteri | presbiteri                | diaconi | religiosi | religiosi | parrocchie |
| anno | battezzati  | totale      | %           | numero     | secolari   | regolari   | battezzati per presbitero | diaconi | uomini    | donne     | parrocchie |
| ---- | ----------- | ----------- | ----------- | ---------- | ---------- | ---------- | ------------------------- | ------- | --------- | --------- | ---------- |
| 1963 | 5.228       | 5.248       | 99,6        | 6          |            | 6          | 871                       |         | 18        |           | 3          |
| 1967 | 5.260       | 5.285       | 99,5        | 8          | 3          | 5          | 657                       |         | 5         | 17        | 2          |
| 1976 | 5.860       | 5.910       | 99,2        | 6          | 1          | 5          | 976                       |         | 6         | 15        | 3          |
| 1980 | 6.250       | 6.332       | 98,7        | 4          |            | 4          | 1.562                     |         | 4         | 14        | 3          |
| 1990 | 6.155       | 6.200       | 99,3        | 4          | 1          | 3          | 1.538                     |         | 3         | 10        | 3          |
| 1997 | 6.215       | 6.255       | 99,4        | 2          |            | 2          | 3.107                     |         | 2         | 7         | 3          |
| 2000 | 6.310       | 6.316       | 99,9        | 2          |            | 2          | 3.155                     |         | 2         | 7         | 2          |
| 2001 | 6.312       | 6.326       | 99,8        | 2          |            | 2          | 3.156                     |         | 2         | 7         | 2          |
| 2002 | 6.309       | 6.321       | 99,8        | 2          |            | 2          | 3.154                     |         | 2         | 7         | 2          |
| 2003 | 6.314       | 6.330       | 99,7        | 2          |            | 2          | 3.157                     |         | 2         | 7         | 2          |
| 2004 | 6.300       | 6.325       | 99,6        | 2          |            | 2          | 3.150                     |         | 2         | 6         | 2          |
| 2010 | 5.989       | 6.020       | 99,5        | 2          |            | 2          | 2.994                     |         | 2         | 7         | 2          |
| 2014 | 5.900       | 6.185       | 95,4        | 2          |            | 2          | 2.950                     |         | 2         | 6         | 2          |
| 2016 | 5.900       | 6.250       | 94,4        | 2          |            | 2          | 2.950                     |         | 2         | 6         | 2          |
| 2017 | 5.550       | 6.200       | 89,5        | 2          |            | 2          | 2.775                     |         | 2         | 6         | 2          |